# Liste des écoles secondaires privées du Québec
 (février 2025).
Motif : Simple liste sans source secondaire.
- Archive Wikiwix
- Bing
- Cairn
- DuckDuckGo
- E. Universalis
- Gallica
- Google
- G. Books
- G. News
- G. Scholar
- Persée
- Qwant
- (zh) Baidu
- (ru) Yandex
- (wd) trouver des œuvres sur Wikidata

| 1. | Préciser le motif de la pose du bandeau. | Précisez le motif de la pose du bandeau en utilisant la syntaxe suivante : {{admissibilité à vérifier\|date=mars 2025\|motif=remplacez ce texte par le motif}}                                                      |
| 2. | Informer les utilisateurs concernés.     | Pensez à avertir le créateur de l'article, par exemple, en insérant le code ci-dessous sur sa page de discussion : {{subst:avertissement admissibilité à vérifier\|Liste des écoles secondaires privées du Québec}} |

 (mars 2015).
- Si vous ne connaissez pas le sujet, laissez ce bandeau (vous pouvez alors contacter les auteurs).
- Si vous supprimez le contenu mis en cause (vous pouvez préalablement contacter les auteurs),

argumentez précisément cette suppression dans la page de discussion
(un manque de référence n'est pas un argument ; une recherche réelle de référence doit avoir été effectuée, être formellement documentée).
Voici la liste des écoles secondaires privées du Québec.
La presque totalité des établissements listé ci-dessous sont membres de la FEEP (Fédération des établissements d'enseignement privé).

## Bas-Saint-Laurent
- Collège de Sainte-Anne-de-la-Pocatière (La Pocatière)
- Collège Notre-Dame de Rivière-du-Loup (Rivière-du-Loup)

## Capitale-Nationale
- Académie Saint-Louis (Québec)
- Centre psycho-pédagogique de Québec inc. (École Saint-François) (Québec)
- Collège de Champigny (Québec)
- Collège Jésus-Marie de Sillery (Québec)
- Collège Saint-Charles-Garnier (Québec)
- Collège Stanislas de Québec (Québec)
- École l'Eau-Vive (Québec)
- École secondaire François-Bourrin (Québec)
- Externat Saint-Jean-Eudes (Québec)
- Collège François-de-Laval (Québec)
- Séminaire des Pères Maristes (Québec)
- Séminaire Saint-François (Saint-Augustin-de-Desmaures)
- Collège des Hauts Sommets (Saint-Tite-des-Caps)
- École secondaire Mont-Saint-Sacrement (Saint-Gabriel-de-Valcartier)

## Centre-du-Québec
- Collège Clarétain de Victoriaville (Victoriaville)
- Collège Notre Dame de l'Assomption (CNDA) (Nicolet)
- Collège Saint-Bernard (Drummondville)
- École Secondaire Mont-Bénilde (fermé en 2008)
- Juvenat St-Louis-Marie (Saint-Guillaume) (fermé en 2014)

## Chaudière-Appalaches
- Collège de Lévis (Lévis)
- Collège Dina-Bélanger (Saint-Michel-de-Bellechasse)
- École Jésus-Marie de Beauceville (Beauceville)
- École Marcelle-Mallet (Lévis)
- École Sainte-Famille (Fraternité Saint-Pie X) inc. (Lévis)
- Juvénat Notre-Dame du Saint-Laurent (Lévis)
- École Vision Rive-Sud (Lévis)

## Côte-Nord
- École secondaire Jean-Paul II (Baie-Comeau) (fermée en 2016)
- Institut d'enseignement de Sept-Îles  (Sept-Îles) (Uashat)

## Estrie
- Bishop's College School (Lennoxville)
- Collège du Mont Sainte-Anne (Rock Forest)
- Collège du Sacré-Cœur (Sherbrooke) (fermée en 2019)[1]
- Collège François-Delaplace (Waterville)
- Collège Mont Notre-Dame (Sherbrooke)
- Collège Servite (Ayer's Cliff)
- Collège Rivier (Coaticook)
- École secondaire de Bromptonville (Bromptonville)
- Séminaire de Sherbrooke (Sherbrooke)
- Séminaire Salésien (Sherbrooke)
- Stanstead College (Stanstead)

## Lanaudière
- Académie Antoine-Manseau (Joliette)
- Collège Champagneur (Rawdon)
- Collège de l'Assomption (L'Assomption)
- Collège Esther-Blondin (Saint-Jacques)
- Collège Saint-Sacrement (Terrebonne)

## Laurentides
- Académie Lafontaine inc. (Saint-Jérôme)
- Académie Laurentienne (1986) inc. (Val-Morin)
- Académie Sainte-Thérèse (campus Sainte-Thérèse) (Sainte-Thérèse)
- Collège Boisbriand (Boisbriand)
- Externat Sacré-Cœur (Rosemère)
- Séminaire du Sacré-Cœur (Grenville-sur-la-Rouge)

## Laval
- Académie Chrétienne Rive-Nord (Laval), section secondaire fermée en 2009
- Collège Laval (Laval)
- Collège Letendre (Laval)
- École Notre-Dame-de-Nareg (Laval)
- École Vanguard-Québec (école sec. francophone Paul-Émile Cuerrier) pavillon 1 (Laval)
- École Vanguard-Québec (école sec. francophone Notre-Dame-de-Pontmain) pavillon 2 (Laval)
- Collège Citoyen (Laval)

## Mauricie
- Collège Marie-de-l'Incarnation (1697)(Trois-Rivières)
- Institut secondaire Keranna (1992) inc. (Trois-Rivières)
- Séminaire Sainte-Marie (Shawinigan)
- Séminaire Saint-Joseph de Trois-Rivières (Trois-Rivières)

## Montérégie
- Collège Antoine-Girouard (Saint-Hyacinthe)
- Collège Bourget (Rigaud)
- Collège Charles-Lemoyne (Campus Ville de Sainte-Catherine)
- Collège Charles-Lemoyne (Campus Longueuil–Saint-Lambert)
- Collège Durocher Saint-Lambert (pavillon Durocher) (Saint-Lambert)
- Collège Durocher Saint-Lambert (pavillon Saint-Lambert) (Saint-Lambert)
- Collège Français (1965) inc. (secondaire Longueuil) (Longueuil)
- Collège Héritage de Châteauguay inc. (Châteauguay)
- Collège Jean de la Mennais (La Prairie)
- Collège Marie-Laurier (Saint-Hubert)
- College Mont-Sacré-Cœur (Granby)
- Collège Notre-Dame-de-Lourdes (Longueuil)
- Collège Saint-Hilaire inc. (Mont-Saint-Hilaire)
- Collège Saint-Maurice (Saint-Hyacinthe)
- Collège Saint-Paul (Varennes)
- DIP enr. (Développement individualisé et personnalisé de la Montérégie) (Longueuil)
- École secondaire du verbe divin (Granby)
- École secondaire Marcellin-Champagnat (Saint-Jean-sur-Richelieu)
- École secondaire Saint-Joseph de Saint-Hyacinthe (Saint-Hyacinthe)
- La Réussite Inc. (Boucherville)
- Séminaire Sainte-Trinité (Saint-Bruno-de-Montarville)

## Montréal
- Académie Beth Rivkah pour filles (Montréal)
- Académie Ibn-Sina (Montréal)
- Académie Kells (section enseignement EHDAA) (campus 1) (Montréal)
- Académie Kells (section enseignement ordinaire) (campus 1) (Montréal)
- Académie Kuper - secondaire (Kirkland)
- Académie Michèle-Provost inc. (Montréal)
- Centre académique Fournier (section secondaire) (Montréal-Nord)
- Centre d'intégration scolaire inc. (Montréal)
- Centre François-Michelle (Montréal)
- Collège Beaubois (Pierrefonds)
- Collège Charlemagne (Pierrefonds)
- Collège d'Anjou inc. (Montréal)
- Collège de l'Ouest de l'Île (1981) inc. (Dollard-des-Ormeaux)
- Collège de Montréal
- Collège Français (1965) inc. (secondaire Montréal) (Montréal)
- Collège international Marie de France (Montréal)
- Collège Jeanne-Normandin (Montréal)
- Collège Jean-de-Brébeuf (Montréal)
- Collège Jean-Eudes (Montréal)
- Collège Mont-Saint-Louis (Montréal)
- Collège Mont-Royal (Montréal)
- Collège Notre-Dame (Montréal)
- Collège Prep International (Montréal)
- Collège rabbinique du Canada (Montréal)
- Collège Regina Assumpta (Montréal)
- Collège Reine-Marie (Montréal)
- Collège Sainte-Anne de Lachine (Lachine)
- Collège Sainte-Marcelline (Montréal)
- Collège Salette (Montréal)
- Collège Saint-Jean-Vianney (Montréal)
- Collège Stanislas (Montréal)
- Collège Villa Maria
- Collège Ville-Marie (Montréal)
- École Al-Houda (Montréal)
- École allemande Alexander Von Humboldt inc. (Baie-D'Urfé)
- École Armen-Québec de l'Union générale de bienfaisance (Montréal)
- École Beth Jacob d’Rav Hirschprung (section anglaise) (Montréal)
- École chrétienne Emmanuel (Dollard-des-Ormeaux)
- École communautaire Belz (campus 1 (filles) section anglaise) (Montréal)
- École des jeunes Musulmans Canadiens (Montréal)
- École Le Sommet (Montréal)
- École Le Savoir (Pierrefonds)
- École Maimonide - Jacob Safra (Montréal)
- École Maïmonide - Parhaven (Côte-Saint-Luc)
- École Marie-Clarac (Claudette Mackay-Lassonde) (Montréal)
- École nationale de Cirque (Montréal)
- École Pasteur (pavillon K. Gibran) (Montréal)
- École Peter Hall inc. (Montréal)
- École première Mesifta du Canada (Montréal)
- École Rudolf Steiner de Montréal inc. (Côte-Saint-Luc)
- École St. George’s of Montreal (campus 1) (Montréal)
- École secondaire Duval inc. (Montréal)
- École Selwyn House (Westmount)
- École Vanguard Québec ltée (école secondaire interculturelle) (Westmount)
- École Weston inc. (Montréal)
- Écoles musulmanes de Montréal (campus secondaire) (Montréal)
- Éducation Plus (Montréal)
- Greaves Adventist Academy (Montréal)
- L'Académie Centennale (Montréal)
- L'Académie Hébraïque (section anglaise) (Côte-Saint-Luc)
- L'école Ali Ibn Abi Talib (Montréal)
- L'école arménienne Sourp Hagop (Montréal)
- Les écoles communautaires Skver (école des filles section française) secondaire (Montréal)
- Les écoles juives populaires et les écoles Peretz (école secondaire Bialik)  (Côte-Saint-Luc)
- L'Institut canadien pour le développement neuro-intégratif (Un pas en avant) (Westmount)
- Lower Canada College (Montréal)
- Loyola High School (Montréal)
- Miss Edgar's and Miss Cramp's School (ECS) (Westmount)
- Pensionnat du Saint-Nom-de-Marie (Outremont, Montréal)
- Queen of Angels Academy (Dorval)
- Sacred Heart School of Montreal (Montreal)
- Talmud Torah Unis de Montréal inc. (Herzliah High School Saint-Laurent) (Montréal)
- The Study (Westmount)
- Trafalgar School for Girls (Montréal)
- Villa Sainte-Marcelline (Westmount)
- Yechivat or Torah (campus de Coutrai - secondaire) (Montréal)
- Yeshiva Gedola Merkaz Hatorah (section anglaise) (Montréal)

## Outaouais
- Association de l'école Sedbergh (Montebello) (FERMÉ en 2010)
- Collège préuniversitaire Nouvelles Frontières (Gatineau)
- Collège Saint-Alexandre (Gatineau)
- Collège Saint-Joseph de Hull (Gatineau)
- La Cité (Gatineau)

## Saguenay-Lac-Saint-Jean
- Les services éducatifs du Séminaire Marie-Reine-du-Clergé (Métabetchouan-Lac-à-la-Croix)
- Séminaire de Chicoutimi, services éducatifs (Chicoutimi)

## Centres de formation professionnelle
- Académie des pompiers (Mirabel)
- Académie intern. des hautes études en soins esthétiques compétence beauté ltée (Longueuil)
- Académie internationale Édith Serei (Montréal)
- Académie internationale en soins esthétiques (Gatineau)
- Aviron Québec, collège technique (Québec)
- Campus Notre-Dame-de-Foy (Saint-Augustin-de-Desmaures)
- Centre de formation de Routier Express (Boucherville)
- Centre de formation professionnelle Conduitec inc. (Chicoutimi)
- Centre de formation professionnelle d'électrolyse et d'esthétique (Longueuil)
- Collège CDI - Administration, Technologie, Santé (campus de Laval) (Laval)
- Collège CDI - Administration, Technologie, Santé (campus de Montréal) (Montréal)
- Collège CDI - Administration, Technologie, Santé (campus de Québec) (Québec)
- Collège d'affaires Ellis (1974) inc. (Drummondville)
- Collège de l'Estrie inc. (Sherbrooke)
- Collège de l'Estrie inc. (Drummondville)
- Collège d'informatique Marsan inc. (Montréal)
- Collège Herzing / Herzing College (Montréal)
- Collège Herzing / Herzing College (Laval)
- Collège Inter-Dec (Montréal)
- Collège O'Sullivan de Montréal inc. (Montréal)
- Collège O'Sullivan de Québec inc. (campus anglais) (Québec)
- Collège O'Sullivan de Québec inc. (campus français) (Québec)
- Collège supérieur de Montréal (CSM) Inc. (Montréal)
- École commerciale du Cap inc. (Trois-Rivières)
- École d'administration, de secrétariat et d'informatique de Sherbrooke (Sherbrooke)
- École d'administration et de secrétariat de la Rive-Sud inc. (Longueuil)
- École de la technologie gazière (Boucherville)
- École du Routier G. C. inc. (Trois-Rivières)
- École du routier professionnel de Québec (1996) inc. (Montréal)
- École nationale de camionnage et équipement lourd (Québec)
- Institut de formation Santérégie (Longueuil)
- Institut technique Aviron de Montréal (Mont-Royal)

## Centres d'éducation des adultes
- École Félix-Antoine (Montréal)
- École sur mesure Rive-Sud inc. (Longueuil)
- La Réussite Inc. (Boucherville)
- Polyvalente Dégelis (Bas-SaintLaurent)
- École Armand-Racicot (Saint-Jean-sur-Richelieu)
- École La Relance (Saint-Jean-sur-Richelieu)